# Agnieszka Kaps
Agnieszka Kaps (ur. 12 lipca 1989) – polska judoczka.
Była zawodniczka klubów: Pałac Młodzieży Katowice (2007-2008), GKS Czarni Bytom (2009-2010), KS AZS AWF Katowice (2011-2013). Wicemistrzyni Polski seniorek 2012 oraz brązowa medalistka mistrzostw Polski seniorek 2011 w kategorii open. Ponadto m.in. dwukrotna medalistka mistrzostw Polski juniorek (2007 - srebro, 2008 - brąz).